# Beeldkwartier
Het Beeldkwartier Vzw is een Roeselaarse vereniging die het beeldverhaal in Midden-West-Vlaanderen op alle mogelijke manieren wil promoten. Dit gebeurt onder andere door lezingen, tentoonstellingen, signeersessies, workshops, uitstappen en door de jaarlijkse stripquiz. In de beginjaren werd eveneens een 'strip-o-theek' aangeboden.
De organisatie ontstond oorspronkelijk onder de koepel van het Roeselaarse Jeugdcentrum Diezie. Na enkele jaren als een feitelijke vereniging te hebben bestaan is deze naar een Vzw omgevormd.

## Stripquiz
De stripquiz is een terugkerend evenement, telkens begin mei. De eerste editie vond plaats in 1998. Deze quiz wordt algemeen aanzien als het Vlaamse kampioenschap.

## Palmares
| jaar          | activiteit                                  | ontwerper affiche                                      |
| ------------- | ------------------------------------------- | ------------------------------------------------------ |
| 1998          | eerste stripquiz                            | strip-o-theek IdeEfix                                  |
| 1999          | tweede stripquiz                            | strip-o-theek IdeEfix                                  |
| 2000          | derde stripquiz                             | strip-o-theek IdeEfix                                  |
| 2001          | vierde stripquiz                            | strip-o-theek IdeEfix                                  |
| 2002          | vijfde stripquiz                            | Lectrr                                                 |
| 2003          | zesde stripquiz                             | Lectrr                                                 |
| 2004          | zevende stripquiz                           | Pieter Vaneenoge                                       |
| 2004          | expo Pieter Vaneenoge                       | Pieter Vaneenoge                                       |
| 2004          | lezing Willem Degraeve                      | beeldkwartier                                          |
| 2005          | achtste stripquiz                           | Geert Deleu                                            |
| 2005          | workshop Ivan Adriaenssens                  | beeldkwartier met beeldmateriaal van Ivan Adriaenssens |
| 2005          | expo Lectrr                                 | Lectrr                                                 |
| 2005          | lezing Steven Dupré                         | beeldkwartier met beeldmateriaal van steven dupré      |
| 2006          | negende stripquiz                           | Brecht Evens                                           |
| 2006          | Expo Deluxe: expositie van jong tekentalent | Lode Devroe                                            |
| 12 mei 2007   | tiende stripquiz                            | Karel Lauwers                                          |
| 18 april 2009 | elfde stripquiz                             | Kristof Spaey                                          |